# En la Cumbre
En La Cumbre es el tercer álbum de Rigo Tovar. y el conjunto Costa Azul

## Lista de canciones
| N.º | Título                            | Duración |  |
| 1.  | «Recordando Monterrey»            |          |  |
| 2.  | «Cuando Tu Cariño»                |          |  |
| 3.  | «La Mucura»                       |          |  |
| 4.  | «Me Voy a Perder»                 |          |  |
| 5.  | «El Parrandero Enamorado»         |          |  |
| 6.  | «Noche de Cumbia»                 |          |  |
| 7.  | «Mi Amiga, Mi Esposa y Mi Amante» |          |  |
| 8.  | «Mi Tinajita»                     |          |  |
| 9.  | «Palmeras»                        |          |  |
| 10. | «Yo No Fui»                       |          |  |